# Spedizione Kittanning
La spedizione Kittanning, nota anche come spedizione Armstrong o battaglia di Kittanning, fu una razzia compiuta durante la guerra franco-indiana che portò alla distruzione del villaggio di nativi americani di Kittanning, utilizzato come base di partenza per le razzie da parte dei guerrieri Delaware (Lenape) contro i coloni della provincia britannica della Pennsylvania. Comandato dal tenente colonnello John Armstrong, questo raid in territorio ostile fu l'unica importante spedizione svolta dalla milizia della Pennsylvania. La mattina dell'8 settembre 1756 lanciarono un attacco a sorpresa al villaggio indiano.

## Contesto storico
Nonostante sia diventato poi noto a livello mondiale col nome di guerra dei sette anni, la guerra franco-indiana scoppiò alla frontiera della Pennsylvania come lotta per il controllo dell'Ohio Country. Con la resa di George Washington a Fort Necessity nel 1754 e la sconfitta di Braddock nel 1755, i coloni alla frontiera della Pennsylvania si trovarono senza protezione militare e cercarono di organizzare una difesa.
Gli alleati franco-indiani che avevano sconfitto il generale Edward Braddock sul Monongahela provenivano soprattutto dalla regione dei Grandi Laghi a nord. Gli indiani locali, soprattutto Delaware e Shawnee migrati nella zona dopo che i coloni bianchi ne avevano rubato le terre ad est, avevano aspettato di vedere chi avrebbe vinto lo scontro, non potendosi permettere di schierarsi con i perdenti. Con Fort Duquesne ormai messo al sicuro, i francesi vincitori convinsero Delaware e Shawnee a "dissotterrare l'ascia di guerra" contro coloro che ne avevano rubato le terre.
A partire dall'ottobre 1755 gruppi di guerrieri Delaware e Shawnee, spesso aiutati dai francesi, iniziarono a razziare gli insediamenti della Pennsylvania. Nonostante gli europeo-americani avessero combattuto con crudeltà, trovarono la guerriglia indiana particolarmente brutale e spaventosa. Tra gli indiani divennero famosi i capi guerrieri Delaware Shingas e capitano Jacobs, entrambi abitanti di Kittanning. Il capitano Jacobs era impegnato in una spedizione condotta da Louis Coulon de Villiers che discese fino a Fort Granville (vicino all'odierna Lewistown) la mattina del 2 agosto 1756. Gli attaccanti furono bloccati, ma il comandante della guarnigione fu ucciso, ed il secondo in comando si arrese la mattina dopo. Il fratello del comandante, il tenente colonnello John Armstrong, organizzò subito per rappresaglia una spedizione contro Kittanning.

## Razzia
Armstrong guidò 300 milizie della Pennsylvania partendo da Fort Shirley il 31 agosto. Il 7 settembre la colonna raggiunse le vicinanze di Kittanning. I segni di un piccolo campo indiano convinse il colonnello Armstrong a distaccare una dozzina di uomini col tenente James Hogg per sorvegliare la zona mentre la colonna si avvicinava al villaggio. Il mattino dopo Armstrong lanciò un attacco a sorpresa al villaggio. Molti residenti di Kittanning fuggirono, ma il capitano Jacobs organizzò la difesa, rintanandosi in casa con moglie e famiglia. Quando si rifiutarono di arrendersi, la sua ed altre case furono date alle fiamme utilizzando la polvere da sparo che vi era stata riposta. Alcuni edifici esplosero. Il capitano Jacobs fu ucciso e gli fu preso lo scalpo mentre tentava di fuggire dalla casa in fiamme. La battaglia si concluse quando l'intero villaggio fu incendiato. I prigionieri avvisarono Armstrong che un gruppo di 24 uomini era fuggito il giorno prima in seguito ad un altro attacco a sorpresa. La notizia fece preoccupare Armstrong per la sorte del tenente Hoge, tanto che ordinò subito una ritirata. Dopo molti chilometri trovarono Hoge ferito mortalmente, che disse di essere stato attaccato da un numeroso gruppo di indiani. Alcuni dei suoi uomini erano fuggiti immediatamente ed il resto era stato ucciso. Il 13 settembre Armstrong ed i suoi uomini tornarono a Fort Lowden.
Secondo il resoconto di Armstrong, conquistò 11 scalpi e liberò 11 prigionieri, soprattutto donne e bambini. Stimò di aver ucciso tra i 30 ed i 40 indiani. Molti prigionieri bianchi furono trasportati oltre il fiume Allegheny su canoe, e poi a piedi in Ohio dove furono assimilati dalle tribù. Molti non furono salvati finché Henry Bouquet non li riportò dall'Ohio alla Pennsylvania nel 1764.

## Conseguenze
Lo storico Fred Anderson fa notare che attacchi simili compiuti dagli indiani dei villaggi della Pennsylvania sono stati etichettati come massacri. La distruzione di Kittanning fu salutata come una vittoria in Pennsylvania, e Armstrong divenne noto come l'"eroe di Kittanning". Lui ed i suoi uomini ottennero la "taglia per lo scalpo" che pendeva sulla testa del capitano Jacobs. La vittoria ebbe però dei limiti. Gli aggressori patirono più perdite di quelle inflitte, e molti abitanti dei villaggi fuggirono portando con sé i prigionieri. La spedizione aggravò la situazione lungo la frontiera. Le razzie indiane di quell'autunno furono le più feroci mai registrate. La razzia di Kittanning mostrò agli abitanti del villaggio la propria vulnerabilità, e molti di loro si trasferirono in zone più sicure. Un gruppo di pace guidato dal fratello di Shingas, Tamaqua, venne presto alla ribalta. Tamaqua strinse al pace con la Pennsylvania tramite il trattato di Easton che permise ai britannici del generale John Forbes di organizzare la spedizione che nel 1758 cacciò i francesi da Fort Duquesne.